# Crail
Crail (gael. Cair Ail) – miasto we wschodniej Szkocji, w hrabstwie Fife, położone na północnym brzegu zatoki Firth of Forth. W 2011 roku liczyło 1639 mieszkańców.
Początki osady sięgają co najmniej IX wieku. W 1310 roku Robert I Bruce nadał jej przywilej targowy i status royal burgh. Funkcjonuje tu przystań rybacka. W przeszłości znajdował się tu zamek, gdzie przez pewien czas rezydował król Dawid I (1124-1153). Zamek popadł w ruinę nie później niż w XVI wieku. Do dziś nie zachowały się żadne widoczne pozostałości.
Na północny wschód od Crail mieści się nieczynne lotnisko wojskowe, w latach 1918–1919 wykorzystywane przez Royal Navy, a następnie Royal Air Force. Ponownie otwarte w 1940 roku, do końca II wojny światowej było bazą lotnictwa marynarki wojennej (Fleet Air Arm). Po wojnie na terenie lotniska mieściły się m.in. szkoła marynarki wojennej (1947-1949), koszary batalionu Black Watch i wojskowa szkoła językowa (1956-1960).